# 3. Flieger-Division
La 3. Flieger-Division (3e division aérienne) a été l'une des principales divisions de la Luftwaffe allemande durant la Seconde Guerre mondiale.

## Création et différentes dénominations
Cette division a été formée le 1er août 1938 à Münster à partir de la Höhere Fliegerkommandeure 4, le 1er novembre 1938, elle devient la Flieger-Division 22, mais à partir du 1er février 1939, elle redevient la 3. Flieger-Division. Le 28 septembre 1939, elle est renommée General z.b.V. der Luftflotte 2, bien quétant à l'origine renommée III. Fliegerkorps.
La division est à nouveau recrée en décembre 1943 à Pleskau, à partir de la Fliegerführer 1. Elle est dissoute à la fin de la guerre.

## Commandement

Drapeau du commandant d'une division aérienne

| Début                          | Fin               | Grade               | Nom                                     |
| ------------------------------ | ----------------- | ------------------- | --------------------------------------- |
| 1er août 1938                  | 27 septembre 1939 | General             | Richard Putzier                         |
| Début                          | Fin               | Grade               | Nom                                     |
| Décembre 1942[réf. nécessaire] | 26 septembre 1943 | Oberst              | Herbert Rieckhoff                       |
| 26 septembre 1943              | 6 janvier 1944    | Generalmajor        | Werner Zech                             |
| 6 janvier 1944                 | 30 mai 1944       | General der Flieger | Walter Boenicke (en)                    |
| 1er juin 1944                  | 8 mai 1945        | Generalmajor        | Sigismund Freiherr von Falkenstein (de) |

## Chef d'état-major
| Début            | Fin               | Grade          | Nom                |
| ---------------- | ----------------- | -------------- | ------------------ |
| 1er août 1938    | 27 septembre 1939 | Oberstleutnant | Karl Hentschel     |
| Début            | Fin               | Grade          | Nom                |
| 10 décembre 1943 | Mai 1945          | Major          | Rudolf Jenett (de) |

## Quartier Général
Le Quartier Général se déplace suivant l'avancement du front.
| Début             | Fin               | Ville        |
| ----------------- | ----------------- | ------------ |
| Août 1938         | Septembre 1939    | Münster      |
| Début             | Fin               | Ville        |
| Décembre 1943     | 1er mars 1944     | Pleskau      |
| 2 mars 1944       | 16 juillet 1944   | Petseri      |
| 18 juillet 1944   | 26 juillet 1944   | Dünaburg     |
| 27 juillet 1944   | Août 1944         | Jakobstad    |
| Août 1944         | 24 septembre 1944 | Veselawa     |
| 27 septembre 1944 | Novembre 1944     | Riga-Spilve  |
| 2 novembre 1944   | Janvier 1945      | Bad Essen    |
| Janvier 1945      | 9 février 1945    | Sagan-Küpper |
| Février 1945      | Mai 1945          | Olmütz       |

## Rattachement
| Août 1938 - Février 1939       |   | Luftwaffengruppenkommando 2 |
| Février 1939 - Septembre 1939  |   | Luftflotte 2                |
| -                              | - | -                           |
| Septembre 1943 - Novembre 1944 |   | Luftflotte 1                |
| Novembre 1944 - Janvier 1945   |   | Luftwaffenkommando West     |
| Janvier 1945 - Mai 1945        |   | Luftflotte 6                |

## Unités subordonnées
- Flugbereitschaft/3. Flieger-Division : Décembre 1942 - ?
- Luftnachrichten-Abteilung 73
- Février 1944 :
  - II./Schlachtgeschwader 1 à Wesenberg
  - I. et II./Schlachtgeschwader 3 à Pleskau
  - I./Schlachtgeschwader 5 à Dno
  - Nachtschlachtgruppe 1 à Idriza
  - Nachtschlachtgruppe 3 à Pleskau
  - Nachtschlachtgruppe 11 à Jöhwi
  - II./Jagdgeschwader 5 à Dorpat
  - I. et IV./Jagdgeschwader 54 à Wesenberg
- Octobre 1944 :
  - II. et III./Schlachtgeschwader 3 à Libau
  - III./Schlachtgeschwader 4 à Tuckum
  - Nachtschlachtgruppe 3 à Schrunden
  - Nachtschlachtgruppe 5 à Frauenburg